# Pfitscher Joch
Das Pfitscher Joch (italienisch Passo di Vizze) ist ein 2246 m ü. A. hoher Talübergang über den Alpenhauptkamm bzw. Zillertaler Hauptkamm vom Nordtiroler Zamser Grund im hinteren Zillertal in das Südtiroler Pfitscher Tal, das ein Seitental des Wipptals ist. Das Pfitscher Joch liegt östlich des Brennerpasses in den Zillertaler Alpen. Seit dem Inkrafttreten des Vertrags von Saint-Germain 1920 verläuft über das Pfitscher Joch die Grenze zwischen Italien und Österreich. Etwas über dem Joch steht auf italienischer Seite das Pfitscher-Joch-Haus (2276 m s.l.m.).

## Verkehr

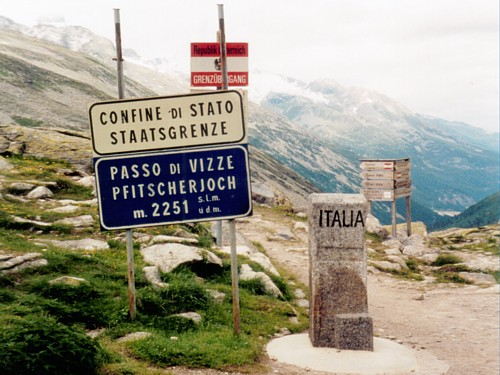
Pass von der italienischen Seite

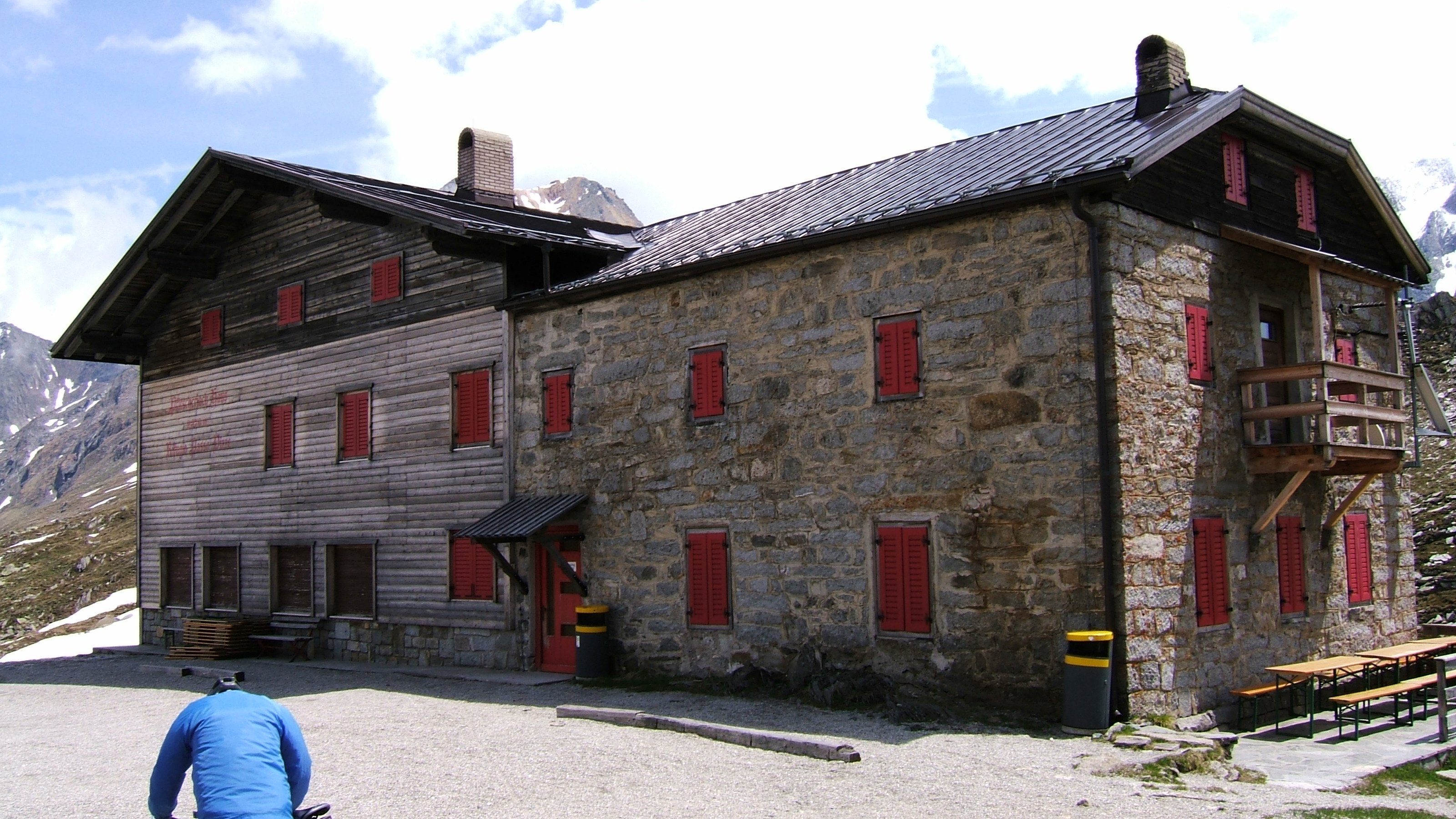
Das Pfitscher-Joch-Haus

Auf österreichischer Seite führt ein Weg vom Schlegeisspeicher durch den Zamser Grund zur Lavitzalm und weiter zum Joch. Der etwa sechs Kilometer lange Weg ist für Wanderer und Radfahrer passierbar, wobei Fahrräder – vor allem bergauf – über große Abschnitte getragen werden müssen.
Die italienische Seite kann über einen Fahrweg erreicht werden, der lange Jahre als Teil der SS 508 ausgewiesen war, aber 2008 zu einer Gemeindestraße zurückgestuft wurde. Dieser ist ab der vierten Kehre für den allgemeinen Kraftverkehr gesperrt. Ab dort dauert der Aufstieg zu Fuß ungefähr eine Stunde. Bei der dritten Kehre zweigt der Weg zum Hochfeiler ab. Der Fahrweg führt über die Grenze hinaus bis zur Lavitzalm auf österreichischem Gebiet.

## Geschichte, Archäologie
Seit 2012 forschen Archäologen der Universität Innsbruck am Pfitscher Joch. Nachweislich wird das Joch seit etwa 9000 Jahren von Menschen begangen. Die ältesten Funde (beidseits des Jochs) sind drei mittelsteinzeitliche Jägerlager aus dem 8. bis 6. Jahrtausend v. Chr.: Feuerstellen und auch Bergkristall- und Feuersteingeräte. Mineraliensucher haben auf 2900 m Seehöhe, oberhalb der Olpererhütte nahe dem Pfitscher Joch im Zillertal ein einzigartiges Steinbeil aus klarem Bergkristall gefunden, es wird auf 4000 Jahre alt, Ende Jungsteinzeit, Anfang Bronzezeit datiert und ist (Stand August 2016) im Vorarlberg Museum in Bregenz zu sehen. Im 7. Jahrhundert n. Chr. wurde in großem Maßstab auf der Nordtiroler Seite Lavez (Speckstein) abgebaut und bearbeitet.

## Höhenangabe
Die Höhenangabe ist uneinheitlich, auf österreichischen und Südtiroler Karten wird meist 2246 m angegeben.
- www.austrianmap.at des BEV
- tirisMaps
- Südtirol-Karte auf www.sentres.com
- Karte von Südtirol. Autonome Provinz Bozen, abgerufen am 1. Februar 2025.